# Emil Harris
Pour les articles homonymes, voir Harris.
 (août 2023).
La mise en forme du texte ne suit pas les recommandations de Wikipédia : il faut le « wikifier ».
Les points d'amélioration suivants sont les cas les plus fréquents. Le détail des points à revoir est peut-être précisé sur la page de discussion.
- Les titres sont pré-formatés par le logiciel. Ils ne sont ni en capitales, ni en gras.
- Le texte ne doit pas être écrit en capitales (les noms de famille non plus), ni en gras, ni en italique, ni en « petit »…
- Le gras n'est utilisé que pour surligner le titre de l'article dans l'introduction, une seule fois.
- L'italique est rarement utilisé : mots en langue étrangère, titres d'œuvres, noms de bateaux, etc.
- Les citations ne sont pas en italique mais en corps de texte normal. Elles sont entourées par des guillemets français : « et ».
- Les listes à puces sont à éviter, des paragraphes rédigés étant largement préférés. Les tableaux sont à réserver à la présentation de données structurées (résultats, etc.).
- Les appels de note de bas de page (petits chiffres en exposant, introduits par l'outil «  Source ») sont à placer entre la fin de phrase et le point final[comme ça].
- Les liens internes (vers d'autres articles de Wikipédia) sont à choisir avec parcimonie. Créez des liens vers des articles approfondissant le sujet. Les termes génériques sans rapport avec le sujet sont à éviter, ainsi que les répétitions de liens vers un même terme.
- Les liens externes sont à placer uniquement dans une section « Liens externes », à la fin de l'article. Ces liens sont à choisir avec parcimonie suivant les règles définies. Si un lien sert de source à l'article, son insertion dans le texte est à faire par les notes de bas de page.
- La présentation des références doit suivre les conventions bibliographiques. Il est recommandé d'utiliser les modèles {{Ouvrage}}, {{Chapitre}}, {{Article}}, {{Lien web}} et/ou {{Bibliographie}}. Le mode d'édition visuel peut mettre en forme automatiquement les références.
- Insérer une infobox (cadre d'informations à droite) n'est pas obligatoire pour parachever la mise en page.

Pour une aide détaillée, merci de consulter Aide:Wikification.
Si vous pensez que ces points ont été résolus, vous pouvez retirer ce bandeau et améliorer la mise en forme d'un autre article.
Emil Harris, né le 29 décembre 1839, en Prusse, fut le premier et unique, chef du Los Angeles Police Department, de confession juive, à ce jour.
Il fut également le deuxième à occuper le poste depuis la création du LAPD, en 1877.

## Enfance
À l'âge de 14 ans, Harris émigra aux États-Unis et vécut successivement à New York et à San Francisco, où il travailla comme serveur, dans un club de billard avant de travailler avec son oncle en tant que copropriétaire d'un magasin de cigares. Il devint ensuite propriétaire d'un salon de billard à Visalia.
Après un autre passage à San Francisco, il émigra à Los Angeles, au printemps 1869. Il a d'abord travaillé dans un saloon, bien que le recensement de 1870 ait déclaré qu'il en possédait un.

## Carrière
Emil Haris se fit engager dans la police de Los Angeles, à la fin de l'année 1870. Il servit comme patrouilleur, chargé de la sécurité des rues et tenta d'organiser une brigade de pompiers locales.
En moins d'un an, Harris a été impliqué dans l'un des événements les plus horribles de l'histoire de Los Angeles - le massacre de 18 résidents, de nationalité chinoise, par une foule déchaînée, le 24 octobre 1871.

### Le massacre chinois de Los Angeles
Ce que l'on nomma plus tard, "le massacre chinois de Los Angeles", émanait d'un conflit entre deux rivaux, Nin Yung et Hong Chow. La veille du massacre, un homme, Won Choy tenta d'assassiner un rival, Yo Hing pour l'enlèvement de sa sœur, Yut Ho. Le lendemain, une autre escarmouche se produisit et Won Choy reçut une blessure mortelle, au cou. L'agent de police, Jesus Bilderain intervint sur les lieux et fut abattu alors qu'il tentait d'arrêter l'un des hommes armés.
Plusieurs civils tentèrent d'aider la police, dont un fermier du nom de Robert Thompson qui reçut une balle dans la poitrine. Peu de temps après, le shérif arriva et ordonna à un groupe d'hommes de garder le bâtiment où se trouvaient les suspects et d'empêcher les occupants de s'échapper. Thompson fut emmené chez un apothicaire où il mourut deux heures plus tard. À la suite de l'annonce de la mort de Thompson, des membres de la foule tirèrent sur les portes et les fenêtres du bâtiment. À neuf heures du soir, une porte fut défoncée et les occupants traînés à l'extérieur, vers des potences de fortune.
Harris témoigna lors de l'enquête du coroner de Los Angeles que lui et ses collègues officiers ainsi que certains citoyens avaient tenté d'endiguer la colère, de la foule, en vain.

### Capture de Tiburcio Velasquez
Deux ans et demi plus tard, Harris joua un rôle de premier plan dans un autre événement phare de Los Angeles : la capture du bandit Tiburcio Vásquez dans ce qui est maintenant West Hollywood. En 1874, alors, en fuite, Vásquez avait pris résidence dans le fief de "Greek George" à Rancho La Brea. La famille de Greek George dénonça Vásquez auprès du shérif de Los Angeles, William R. Rowland. Rowland envoya une troupe de poursuivants au ranch et captura Vásquez le 14 mai 1874.
Au cours de l'arrestation, Harris fit irruption dans la maison où le criminel se cachait et força Vásquez à fuir, avant que des coups de feu ne le fassent tomber.

### Chef de la police de Los Angeles et suite de sa carrière
En 1877, Harris fut nommé par le Los Angeles Council au poste de chef de la police, ce qui lui a valu la distinction d'être le seul ressortissant de confession juive, à occuper ce poste. Un an plus tard, lors du renouvellement du Los Angeles Council, il fut remplacé.
Cependant, il conserva des liens très forts avec le département de police, avec qui, il travailla par intermittence. En 1881, Harris et un autre détective, W.R.Bettis formèrent une agence de détectives privés, considérée comme la première de Los Angeles.
En 1888, le maire de Los Angeles, William H. Workman, élu à la fin de 1886 lors du célèbre boom des années 80 et qui aurait employé Harris comme détective privé, travailla à ce qu'Harris soit nommé chef des inspecteurs. En 1889, peu de temps après que Workman eut quitté ses fonctions et fut remplacé par Henry T. Hazard, Harris fut nommé capitaine du département, supervisant le déploiement des officiers et assumant d'autres responsabilités.
En 1889, Harris quitta la police et forma une seconde agence de détective privé, la California State Detective Bureau and Los Angeles Merchants Patrol.
En 1894, Harris fut impliqué dans une tentative de chantage d'un homme d'affaires local. L'histoire de la victime, corroborée par des policiers, était détaillée et semblait convaincante, jusqu'aux affirmations selon lesquelles Harris aurait tenté de cacher et même de manger des preuves alors qu'il était emmené en prison et interrogé là-bas. Pourtant, le détective a insisté sur le fait qu'il demandait un acompte dans une affaire d'infidélités de l'homme d'affaires.
En outre, à peu près à la même époque, il fut impliqué dans une enquête concernant les jeux de loteries. En effet, lui et son frère Max étaient des agents locaux de la Louisiana Lottery à une époque où les loteries étaient fréquemment gérées d'une manière que beaucoup considéraient comme criminelle et cela a été soulevé au début de 1890 par le Times dans le contexte des loteries chinoises.
Les frères Harris formèrent également, en 1895, une entreprise, la Southern California Arms Company, pour vendre des armes, des munitions et d'autres articles de sport, mais l'entreprise s'est effondrée, en 1899.
Malgré ses hauts et ses bas dans l'application de la loi et ses connotations politiques, Harris a poursuivi son travail de détective privé jusqu'à plus de soixante-dix ans.
Marié deux fois et père d'un fils apparemment mort jeune, Harris passa ses dernières années à vivre avec son frère cadet, Max, et mourut en 1921.
Il fut enterré au Home of Peace Cemetery for Jews à East Los Angeles et, en 1973, la Société historique juive de Californie du Sud a installé une pierre tombale reconnaissant sa place dans l'histoire de la ville de Los Angeles.